# Корчага
Корча́га — (др.-рус. кърчага) большой глиняный, в XIX веке также чугунный горшок или большая кринка с широким горлом. Использовалась для хранения различных пищевых продуктов и напитков (зерна, молока и т. п.). Например, корчага была пивная, бражная. Уменьшительное — корчажка.
В XII веке (1146 год) использовалась как ёмкость и мера виноградного вина. Обычная амфора вина (корчага) равнялась двум вёдрам. По тому времени ведро ещё не имело единого объёма для всей Руси (для разных земель его объём равнялся от 12 до 15 литров), поэтому можно лишь предположить, что корчага равнялась приблизительно 25 литрам.
Этимология слова неясна.
Корчагами в древнерусской литературе называли амфоры, привезённые в X—XIII веках из Причерноморья. Корчагами в археологической литературе называют крупные сосуды с двумя ручками, круглодонными корчажками — вид амфор из Причерноморья.
В Оренбургской губернии термин «корчага» обозначает рыболовную снасть.